# Multi-level marketing
Il Multi-level marketing (MLM) è una forma di vendita diretta che si basa sulla vendita di un prodotto o un servizio, dove il venditore non solo viene remunerato sulle vendite dirette effettuate, ma viene ricompensato anche tramite il fatturato mosso dalla sua rete commerciale.Spesso forme fraudolente di multi-level marketing sono vendite piramidali o schemi ponzi camuffati, per tanto le aziende che utilizzano il Multi-level marketing come metodo distributivo devono essere regolamentate e a norma.

## Controversie
Secondo la Federal Trade Commission (FTC), che regola le attività commerciali negli Stati Uniti d'America, alcune società di MLM danno luogo a schemi piramidali illegali volti a sfruttare i membri dello schema stesso.
Le aziende che realizzano modelli MLM sono spesso soggette a critiche e azioni legali (come nel caso dell'azienda Lyoness) che nascono in particolare per le analogie fra questo sistema e gli schemi piramidali illegali, per i prezzi imposti, i costi d'ingresso (come la vendita di materiali promozionali e scorte di prodotti ai nuovi agenti), l'enfasi data al reclutamento di nuovi venditori invece che alla vendita dei prodotti, lo sfruttamento delle conoscenze e delle relazioni personali per vendere e reclutare, gli schemi di retribuzione complessi, i costi di materiali "formativi" e le tecniche motivazionali usate da alcune aziende al limite del culto della personalità.

## Legislazione

### Cina
Il MLM è illegale in Cina.

### Italia
La legislazione italiana non definisce esplicitamente il MLM, ma interviene per regolamentare il settore commerciale ponendo norme volte a evitare strutture piramidali o catene di Sant'Antonio prevedendo sanzioni precise. Ad esempio, l'articolo 5 della Legge 173 del 17 agosto 2005 rende illegali organizzazioni che «configurano la possibilità di guadagno attraverso il puro e semplice reclutamento di altre persone», mentre l'articolo 6 vieta obblighi per il reclutato di corrispondere all'azienda somme di rilevante entità in assenza di una reale controprestazione al momento del reclutamento o per restare a far parte della struttura.